# شهرستان بابل
شهرستان بابُل پرجمعیت‌ترین شهرستان در استان مازندران و دومین شهرستان پرجمعیت شمال ایران است.  شهرستان بابل دارای ۶ بخش، ۷ شهر و نیز ۶۷۳ روستا است. مرکز این شهرستان، شهر بابل است. ارتفاع شهر بابل ۲ متر پایین‌تر از سطح دریاهای آزاد بوده و کم ارتفاع ترین شهر استان مازندران می‌باشد. ارتفاع در این شهرستان، از شمال تا ده کیلومتری جنوب آن، از سطح دریاهای آزاد پایین‌تر است. شهر بابل به دو منطقه شهری تقسیم می‌شود. در سرشماری سال ۱۳۹۵ جمعیت شهر بابل ۲۵۰٬۲۱۷ نفر و جمعیت شهرستان بابل ۵۳۱٬۹۳۰ نفر است.
مساحت این شهرستان حدود ۱۵۷۸٫۱ کیلومتر مربع است. شهر بابل، مرکز شهرستان بابل، بین ۳۶ درجه و ۳۴ دقیقه و ۱۵ ثانیه عرض شمالی و ۵۲ درجه و ۴۴ دقیقه و ۲۰ ثانیه طول شرقی از نصف‌النهار گرینویچ واقع شده‌است و با تهران ۵ دقیقه و ۱۵ ثانیه اختلاف ساعت (از نظر جغرافیایی) و ۲۱۰ کیلومتر فاصله دارد.

## تاریخچه شهرستان بابل
نخستین مورخانی که از مامطیر یاد کرده‌اند ابن رسته و ابن فقیه (۲۹۱ ه‍.ق) می‌باشند. همچنین نویسندگانی چون اصطخری (۳۴۰ ه‍.ق) به صورت ممطیر و مامطیر و ابن حوقل (۳۷۶ ه‍.ق) به صورت مامطیر از این شهر نام برده‌اند.
در کتاب حدود العالم (۳۷۲ ه‍.ق) نیز می‌آید: «مامطیر شهرکیست با آب‌های روان و از وی حصیری خیزد سطبر و سخت نیکو که به تابستان به کار دارند» و در سخن اندر رودها می‌خوانیم: «و دیگر رودیست کی رود باوُل خوانند، از کوه قارن برود و بر مامطیر بگذرد و اندر دریای خزران افتد. از شواهد چنین برمی‌آید که از سده ۵ و ۶ ه‍.ق مامطیر رو به ترقی و توسعه نهاده، چنان‌که در اوایل سده هفتم بقول یاقوت حموی از جاه‌های برجسته طبرستان به‌شمار می‌آمد.»

## وجه تسمیه مامطیر
ابن اسفندیار دربارهٔ بنای مامطیر و نام آن می‌آورد: چون حسن بن علی در زمان خلافت عمر به مامطیر رسید و مالک اشتر نخعی و سپاه عرب با او بودند آن موضع که مامطیر است به چشم حسن بن علی دلگشای و نزه آمد، آبگیرها و مرغان و شکوفه‌ها و ارتفاع بقعه و نزدیک به ساحل دریا دید گفت: بقعه طیبه ماء و طیر، از آن تاریخ مختصر عمارتی پدید آمد تا به عهد محمد بن خالد که والی ولایت بود، بازار فرو نهاد و بیشتر عمارت فرمود در سنه ستین و مایه مازیار بن قارن مسجد جامع بنیاد نهاد و شهر گردانید.
ولی اولیاءاله آملی می‌آورد: در عهد خلافت اصحاب از قبل خلفای راشدین، هیچ‌کس، تخصیص به تبرستان نیامد و آن‌چه در تاریخ تبرستان مسطور است که در ایام خلافت عمر بن الخطاب، ابومحمد الحسن علی، و عبداله ابن عمر، و مالک بن حارث الاشتر و قسیم بن العباس به تبرستان آمده‌اند به حقیقت اصلی ندارد. در این باره اختلاف نظر زیادی وجود دارد. از جمله آن‌که عده‌ای فتح طبرستان را در زمان عثمان می‌دانند نه به عهد خلافت عمر؛ و عده‌ای از مورخان نیز حضور حسن بن علی را در فتح طبرستان صریحاً نفی کرده‌اند و عده‌ای دیگر به حضور آن حضرت در فتح طبرستان اشاره‌ای نمی‌کنند.
اما براساس مدارک به دست آمده نام مامطیر در یک واقعه تاریخی مربوط به سال (۲۵۰ ه‍.ق) هنگام قیام حسن بن زید علوی (داعی کبیر) ضد حکمران عرب طبرستان آمده‌است.

## وجه تسمیه مامیترا
بعضی از متاخران از دو کلمه (ممطیر) و (مه میترا) چنین نتیجه گرفته‌اند که: شهر بابل امروزی شهری بود پاک و مقدس، در نزدیکی‌های دریا و برای جای داشتن (میترا بزرگ) یا (آتشکدهٔ میتر)، بومیان آن را (مه‌میترا) یا جایگاه میترای بزرگ یا آیین مهر و میتراییسم می‌نامیدند. از سال (۲۵۰ ه‍.ق) به بعد نام مامطیر در اغلب حوادث طبرستان عنوان می‌شود که در قرن پنجم و ششم، مامطیر رو به وسعت و آبادانی می‌رود به‌طوری‌که در اوایل قرن هفتم به روایت یاقوت حموی از نقاط معتبر طبرستان به‌شمار می‌آید.

## تیموریان
گیوسافات باربارو دربارهٔ اوضاع مازندران و بارفروش‌ده در زمان تیموریان می‌آورد: مردم مازندران جنگجوترین مردم ایران به‌شمار می‌رفتند و تا مدتی نسبتاً مدید در برابر نیروی تیمور پایداری کردند شهرهای عمده آن عبارتست از ساری مرکز مازندران، بارفروش ـ بابل امروزی _که بیش از یکصد هزار تن جمعیت دارد و بارفروشده به عنوان یک مرکز تجاری در زمان حکومت شاه عباس اول صفوی که مادرش از مرعشیان تبرستان بود، توسعه یافت.
غلامحسین افضل الملک که در سال نهم جمادی الآخر هزار و سیصد و بیست و دو از بارفروش دیدن می‌کند، دربارهٔ بنای این شهر می‌آورد: سابقاً این‌جا ده بوده و در جزء جمع دفتری (بارفروش‌ده) نام این‌جا بوده‌است. در عهد خاقان مغفور فتحعلی شاه قاجار آن‌جا را بنای شهر گذاشته‌اند و معابر صحیحه در آن قرار داده‌اند. تقریباً نود سال است که این‌جا را ساخته‌اند. آن‌چه از منابع متعدد برمی‌آید نام بارفروش‌ده تا اواخر دوران صفویه به این منطقه گفته می‌شد.

## زندیه
در زمان زندیه و هنگام نقل فعالیت‌های آقا محمد حسن خان آغامحمدخان قاجار ذکر بارفروش بسیار به میان می‌آید و جالب توجه آن‌که کلمهٔ ده از آخر آن برداشته شده‌است. گ. ملگونف، سیاح معروف که در سال‌های ۱۸۵۸ و ۱۸۶۰ میلادی از سواحل دریای کاسپین دیدن می‌کند می‌آورد: بابل پیش از انقلاب ۱۹۱۷ م. روسیه، یکی از مراکز بازرگانی مهم شمال کشور و محل واردات امتعهٔ خارجی و همچنین مرکز خرید محصولات طبیعی و مصنوعی قرای و قصبه‌های عمدهٔ مازندران محسوب می‌گردید و به همین لحاظ بارفروش نامیده شده بود. بعضی محققان را اعتقاد بر آنست که: از سدهٔ هشتم ه‍.ق یعنی از حکومت میرقوام‌الدین مرعشی، بارفروش دیه و از سدهٔ سیزدهم یعنی از زمان پادشاهی فتحعلی شاه قاجار بارفروش خوانده شده‌است.
حوادث سیاسی اواخر عهد زندیه نقطه عطفی در تاریخ بارفروش محسوب می‌شود. از سال ۱۱۶۵ ه‍.ق که محمدحسن‌خان شکست سختی به سپاه کریم‌خان زند وارد آورد آهنگ مازندران کرد، از آن سال سرتاسر مازندران تحت سیطرهٔ محمدحسن‌خان درآمد. محمدحسن‌خان تا سال ۱۱۷۲ ه‍.ق بر مازندران حکمرانی کرد. اما در پانزدهم جمادی‌الثانی ۱۱۷۲ ه‍.ق جنگی بین وی و شیخعلی خان زند درگرفت با حمله شیخعلی خان محمدحسن‌خان عقب‌نشینی را ترجیح داد و از راه شاه عباسی به سوی استرآباد فرار کرد اما سبزعلی کرد و محمدعلی آقا جاردولو ـ یا به قولی رستم بیگ کرد مدانلو ـ سر وی را بردیدند و برای کریم‌خان به تهران فرستادند. از آن زمان به بعد بارفروش مورد توجه زندیان قرار گرفت تا وقتی که زندیه آن ایالت را فتح و پایتخت را به بارفروش منتقل کردند. موقعی که در سال ۱۷۷۱ مسیحی سیاح معروف گملن از این حدود مازندران عبور می‌کرد ذکر می‌کند: پایتخت چنان‌که گفته شده به بارفروش انتقال یافته بود.
پس از بازگشت علی محمدخان زند در سال ۱۱۹۰ ه‍.ق به شیراز حسینقلی خان مجدداً پرچم خودسری برافراشت و صبحگاهی به‌طور پنهانی با سرعت هرچه تمامتر خود را به بارفروش مقر مهدی‌خان دادو رساند. حمله غافلگیرانه حسینقلی‌خان به بارفروش، مقر حکومت مهدی‌خان دادو و برچیدن بساط حکومت وی، عصبانیت کریم‌خان را سبب شد، پس زکی خان را در سال ۱۱۹۰ ه‍.ق روانه مازندران کرد.

## قاجاریه
مرگ کریمخان زند در سال ۱۱۹۳ ه‍.ق فرصتی پیش آورد تا آقامحمدخان پسر بزرگ محمدحسن خان که شانزده سال به عنوان گروگان نزد وی به سر می‌برد بتواند فرار کند. آقا محمدخان در ۲۸ ذیقعده ۱۲۹۴ در بارفروش به انتظام امور پرداخت. اما رضاقلی‌خان قاجار به همدستی لاریجانی‌ها در ذیحجه ۱۱۹۵ ه‍.ق به بارفروش آمده و مقر آغامحمدخان قاجار را محاصره کردند؛ و آغامحمدخان را به اسارت درآوردند؛ ولی دوستداران آغامحمدخان در بندپی به بهانه مراقبت سخت‌تر از او، وی را به بندپی بردند. از سویی مرتضی قلیخان و مهدی‌قلی‌خان قاجار و مصطفی‌قلی‌خان قاجار پس از شنیدن خبر محاصرهٔ برادر بزرگ خود را به بارفروش رساندند و رضاقلی‌خان را برآن داشتند که خان ابدال خان را به جنگ ایشان بفرستد، اما شکست خورده و اسیر شد. دوستان آقا محمدخان پس از این ماجرا وی را با دویست تفنگچی به بارفروش بردند. آقامحمدخان تا صفر سال ۱۱۹۷ از دست برادران که علیه او دست به آشوب زده بودند آسوده شد و به استرآباد و پس از مدتی توقف در آنجا در ۲۳ ربیع‌الاول ۱۱۹۷ ه‍.ق به ساری بازگشت. همین که آغا محمدخان قاجار اساس حکومتش را در مازندران استحکام بخشید باز مرکز را به ساری انتقال داد. گرچه تا اواخر دورهٔ قاجاریه ساری حاکم‌نشین مازندران بود اما به سبب وجود ادارات مالیه، اوقاف، تطمیه، کارگزاری، فواعِد عامه و در بارفروش، این شهر اهمیت بسزایی در امور مازندران داشت.
در سال ۱۲۱۴ ه‍.ق فتحعلی شاه بعد از کشمکش با مدعیان قدرت، پسر یازده ساله خود محمدقلی میرزا را به حکومت مازندران منصوب کرد. در این زمان سپاهیان مازندرانی که به پیشنهاد قائم مقام جانباز خواندند در جنگ اول ایران و روس که در ۱۲۱۸ ه‍.ق/ ۱۸۱۲ م درگرفت شرکت داشتند. پادشاهی محمدشاه، فضلعلی‌خان قراباغی ۱۲۵۱–۱۲۵۲ ه‍.ق به حکومت مازندران گمارده شد. از کتیبه‌ای در مسجد جامع بارفروش دانسته می‌شود که فضلعلی خان به دستور محمدشاه، در سال ۱۲۵۱ ه‍.ق مالیات نانواها را ملغی کرده بود.

## وجه تسمیه بابل
بابل به معنی «جایی که آب فراوان دارد» است. بر اساس پژوهش‌های به دست آمده، نام «بابُـل» از دو تکواژ «با» و «بُل» تشکیل شده‌است. در گذشته تکواژ «با»، در لغت به معنی هر چیز مایع و در کاربرد روزانه به معنی «آب» استفاده می‌شد. کلمه «باران» یعنی «آبی که رانده می‌شود»، گواه این مطلب است. تکواژ «بُـل» نیز به معنی «فراوان و بسیار» است. در سال ۱۳۷۲ تحقیقاتی در مورد نام‌شناسی شهرهای باستانی مازندران به چاپ رسید که گویای این مطلب است.

## تغییر نام بابل
در سال ۱۳۱۰ه‍.ش که نقشه‌کشی از شهر بابل آغاز می‌شود، به دستور پهلوی اول (رضاشاه پهلوی) نام این شهر از بارفروش به بابُـل تغییر داده می‌شود. بابل در ۱۳۱۰/۹/۱ ه‍.ش به این نام تغییر یافت. نام بابُل از نام رودخانهٔ باوُل یا بابُل گرفته شده‌است. حتی در روزگارانی که نام این شهر بارفروش بود، رودخانه‌ها و نهرهایی با نام‌های باوُل و بابل در میان مردم شهرت داشته‌است. وجود روستاهای تاریخی با نام‌های بابلکان، بابلکنار و اله رودبار و… نیز گویای این ادعاست.

## موقعیت جغرافیایی
این شهرستان از شمال به شهرستان‌های ساحلیِ بابلسر و فریدونکنار (که هر دو تا سال ۱۳۶۹خود از بخشهای شهرستان بابل بودند)، از شمال شرقی به شهرستان سیمرغ، از شرق به شهرستان‌های قائمشهر و سوادکوه شمالی، از جنوب شرقی به شهرستان سوادکوه، از غرب به شهرستان آمل و از جنوب به رشته کوه البرز و شهرستان فیروزکوه و شهرستان  دماوند که در استان تهران است، همسایه است.
- طول: ۵۲ درجه و ۴۰ دقیقه و ۲۰ ثانیه
- عرض: ۳۶ درجه و ۳۳ دقیقه و ۱۰ ثانیه عرض شمالی
- مساحت شهرستان: ۱۵۷۸٫۱ کیلومتر مربع
- قبله: از جنوب به سمت مغرب حدود ۴۰ درجه[۹]

## ارتباط با دریا

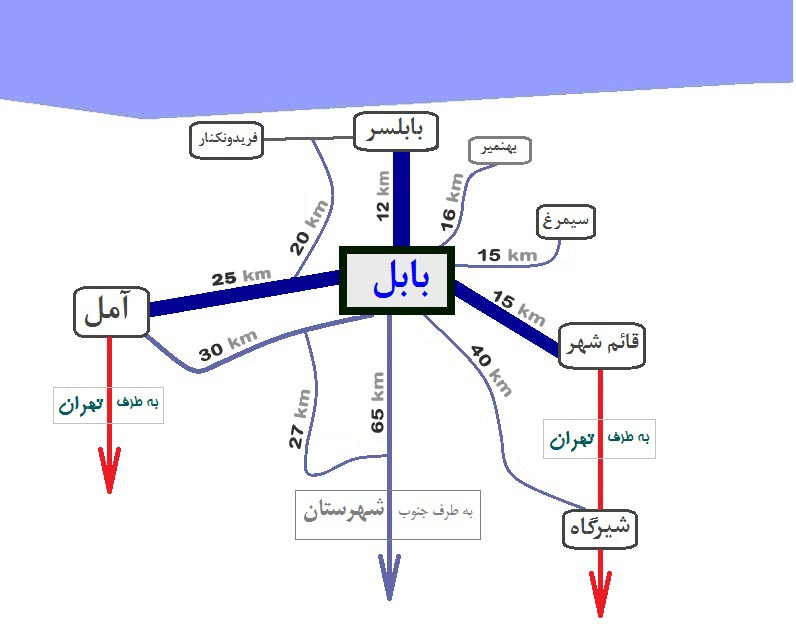
راه‌های ارتباطی شهرستان بابل

بابل می‌تواند از راه‌های مختلف با دریا ارتباط داشته باشد که عبارتند:
- مسیر اصلی، اتوبان بابل به بابلسر است که از شمال شهر بابل آغاز می‌شود و پس از گذر ۱۲ کیلومتر تا جاده ساحلی بابلسر ادامه دارد. این راه مطمئن‌ترین راه برای مسافران است.
- از دیگر راه‌ها می‌توان به جادهٔ زرگرشهرِ بابل (سپاه دانش) اشاره کرد که به مرز میان بابلسر و فریدونکنار می‌رسد. این جاده از زرگرشهرِ بابل شروع می‌شود. این مسیر حدود ۲۰ کیلومتر طول دارد. این راه در محدوده شهرستان بابل، دارای ۴ خط (۲ خط رفت و ۲ خط برگشت) و بدون تفکیک است. در خارج از محدوده بابل عرض جاده، ۲ خطه (۱ خط رفت و ۱ خط برگشت) می‌شود و تا جاده ساحلی دریای مازندران ادامه می‌یابد.
- راه دیگر جادهٔ بابل به بهنمیر است. این مسیر از شمال شرقی شهر شروع می‌شود و پس از گذر ۱۵ کیلومتر به شهر ساحلی بهنمیر ادامه می‌یابد. این راه یک جادهٔ ۲ خطه (۱ خط رفت و ۱ خط برگشت) و بدون تفکیک است که عرض آن ۷ متر است.

## تقسیمات کشوری

### جدا شدنبابلسروفریدونکنارازبابل
تا سال ۱۳۶۸ بابلسر، یکی از بخش‌های شهرستان بابل بود که در این سال از بابل جدا شده و به شهرستان بابلسر ارتقا یافت. در سال ۱۳۸۶ نیز فریدونکنار از بخش به شهرستان ارتقا یافت و از بابلسر جدا شد.

### بخش‌ها
شهرستان بابل متشکل از هفت بخش به نام‌های: بخش بابل‌کنار، بخش بندپی غربی، بخش بندپی شرقی، بخش گتاب، بخش لاله‌آباد و بخش مرکزی شهرستان بابل است.

### شهرها
به دلیل حاصلخیزی بالای خاک، تراکم جمعیتی این منطقه بالاست از این رو این شهرستان دارای هفت شهر به نام‌های: امیرشهر، بابل، خوش‌رود، زرگر، گتاب، گلوگاه و مرزیکلا می‌باشد.

### نگاه اجمالی به تقسیمات بابل
| نقشه بخش‌های شهرستان بابل بابل بخش مرکزی لاله‌آباد گتاب بابلکنار بندپی غربی بنـدپـی شـرقـی آمل فریدونکنار بابلسر سیمرغ قائم شهر سوادکوه شمالی سوادکوه فیروزکوه |

- بخش بابل‌کنار[۱۰]
  - شهرها: مرزی‌کلا
    - دهستان بابل‌کنار
    - دهستان درازکلا
- بخش بندپی شرقی
  - شهرها: گلوگاه
    - دهستان سجادرود
    - دهستان فیروزجاه
- بخش بندپی غربی
  - شهرها: خوش‌رود
    - دهستان خوش‌رود
    - دهستان شهیدآباد
- بخش گتاب[۱۱]
  - شهرها: گتاب و آهنگرکلا
    - دهستان گتاب جنوبی
    - دهستان گتاب شمالی
- بخش لاله‌آباد
  - شهرها: زرگر
    - دهستان کاری‌پی
    - دهستان لاله آباد
- بخش مرکزی
  - شهرها: بابل و امیرکلا (امیرشهر)
    - دهستان فیضیه
    - دهستان اسبوکلا
    - دهستان گنج افروز

## آب و هوا
از خصوصیات جالب شهرستان بابل این است که به دلیل دارا بودن منطق جلگه‌ای، کوهپایه‌ای و کوهستانی دارای دو نوع آب و هوا متفاوت است. بخش‌های لاله آباد، مرکزی و امیر کلاً به دلیل هموار و پست بودن سطح زمین از آب هوای معتدل کاسپینی بهره می‌برند. بخش‌های گتاب، بابلکنار، بندپی شرقی و بندپی غربی به واسطه داشتن نا همواری در ارتفاعات خود از آب و هوای ملایم کوهستانی بهره می‌برند.
از خصوصیات بارز آب و هوای جلگه‌ای می‌توان به آن اشاره کرد این است که:
- بارش‌های جوی که خصوصاً در فصل‌های خنک شدت می‌یابند.
- درجه حرارت نسبتاً ملایمی در فصل زمستان و گرم درفصل تابستان دارد
- حرارت سالانه، اختلاف دمای کمی دارد

از بادهای مهم و فصلی این منطقه می‌توان به مواردی اشاره کرد: سور توک، از سیبری در زمستان، باد خوش آباد، دره نور، اوزروا، گیل وا، باد سام

## رودخانه‌ها
بابلرود: این رود از رودهای پرآب استان، در شهرستان بابل است که از کوه‌های البرز سرچشمه می‌گیرد و شاخه مهم آن کلاه رود و سجادرود است. این رود ۷۸ کیلومتر طول دارد که پس از گذر از غرب شهرستان بابل و آبیاری شالیزارهای بابل، در بابلسر به دریای کاسپین می‌ریزد. مصب این رود محل خوبی برای تفریحات آبی است. عمق این رود در قسمت‌های مرکزی بسیار کم و در هنگام ریختن به دریا بسیار زیاد است.

به دلیل بده (دبی) بالای این رود، بر روی این رود و شاخه‌هایش سدهای متعددی قرار دارد که عبارتند از:
- سد خاکی البرز (سد آیت‌الله صالحی): بزرگ‌ترین سد خاکی کشور
- سد خاکی شیاده
- سد خاکی سنبل رود
- سد لاستیکی تنظیمی میاندشت

سجادرود (سِجِرو): منشأ اصلی این رود کوه‌های بلند بخش بندپی شرقی شهرستان بابل هستند که پس از گذشتن از ییلاق‌ها و روستاهای بخش بندپی شرقی و شرق شهر گلوگاه به بابلرود می‌ریزد. این رود یکی از شاخه‌های مهم بابلرود است.
کلاّ رود: این رود از کوه‌های بخش بندپی غربی واقع در ارتفاع ۲۲۰۰ روستای فیلبند شهرستان بابل سرچشمه می‌گیرد. این رود حدود ۶۰ کیلومتر طول دارد و عرض آن از ۳ متر تا۳۰ متر متفاوت است. کلاّ رود پس از گذر از مناطق ییلاقی و جنگلی بخش بندپی غربی و روستاهای بخش مرکزی شهرستان بابل در نزدیکی پل محمدحسن خان به بابلرود می‌ریزد.
آقارود: این رود کوچک که در روستای سیاه کلاً محله شرقی قرار دارد پس از پیوستن به رود بابلرود به دریا می‌ریزد.
بزرود: این رود از رودخانه‌های پر آب شهرستان بابل می‌باشد که از کوهستان های بندپی غربی سرچشمه گرفته و به دِزِ رود مشهور و پس از رسیدن به روستای شیاده در بندپی غربی به چند رود تقسیم می‌گردد.

## ناهمواریها
شهرستان بابل از دوبخش جلگه‌ای و کوهستانی تشکیل شده‌است:

بخش جلگه‌ای : فراگیر جاهای میانه و شمالی شهرستان بابل است؛ که از پسروی دریا و انباشتگی ته نشست رودخانه‌های دامنه شمالی البرز به وجود آمده‌است.

بخش کوهستانی : بابل دارای جنگل‌های انبوه پهن برگ است که درختان آن بیشتر از گونه درختان ممرز و انجیلی است. بلندی های این شهرستان در بلندی های بلند و جاهای جنگلی گسترش دارند.
| نقشه استان مازندران به تفکیک شهرستان دریای مازندران رامسر تنکابن عباس آباد کلاردشت چالوس نوشهر نور محمودآباد آمل فریدون کنار سیمرغ بابلسر بابل قائم‌شهر جویبار سوادکوه شمالی سوادکوه ساری میان دورود نکا بهشهر گلوگاه سمنان تهران البرز گیلان گلستان قزوین |

## فرهنگ و هنر

### مطبوعات
بابل از گذشته مهم‌ترین شهر مازندران در عرصه فرهنگی بود، در ذیل صورت جراید و مجلات و سالنامه‌هایی که در شهرستان بابل منتشر شده‌اند به ترتیب حروف الفبا ذکر می‌نماییم.
بابل نومه، آوای مازندران، ارمغان سالکی، اعتراف، انتقاد روز، بابل، بابل‌شهر، پیام طبرستان، پیک بابل، پیک شمال، جریده رسمی ثبت مازندران، جنگ مازندران، چنگال، روح الامین، زبان ملت، سالنامه ادبی پروانه، سالنامه میهن، شهروند مازندرانی، صدای مازندران، طبرستان، کیوان، گنج امروز، مازیار، هفته نامه طبری، ندای بابل.
در بابل با این سابقهٔ درخشان در حوزه مطبوعات، اکنون تنها نشریه‌های بابل نومه، بابل نامه' (هفته نامه خبری)، آوای مازندران (هفته نامه خبری)، دریاسر (هفته نامه خبری) و چشمه توسعه (ماهنامه فرهنگی اقتصادی) بر جای مانده‌است.
مؤسسهٔ مطبوعاتی پیشگامان قلم پارس ایرانیان به همراه شبکه تلویزیون اینترنتی شمال تی وی از فعالترین رسانه‌ها و خبرگزاری‌های شمال کشور می‌باشد.
همچنین بابلی‌های مقیم تهران نیز خبرنامه‌ای فرهنگی و هنری به اسم بارفروش را منتشر می‌کنند که البته مطالبش منحصر به بابل نیست و با هنرمندان و ادیبان استان مازندران مصاحبه می‌کند.

### سینماها و سالن‌های نمایش
سینما را در مازندران با بابل می‌شناسند چرا که اولین سینمای شمال کشور در سال ۱۳۰۷ در بابل ساخته شد و پس از آن نیز سینماهای دیگری در بابل ساخته شد و تا مدت‌ها، هیچ شهری در مازندران سینما نداشت. از کل سینماهایی که در بابل تأسیس شد در حال حاضر ۴ سالن وجود دارد که ۲ سالن سینمای استقلال (داریوش) و ارشاد (پاسارگاد) به ترتیب در سال‌های ۷۹ و ۸۱ تعطیل شدند و سالن سینما انقلاب (مهر) نیز با انجام بازسازی پس از تعطیلی چند ساله، به عنوان یکی از سینماهای ممتاز کشور کار خود را در کنار سینما آزادی (شهر فرنگ) بازسازی شده ادامه می‌دهد.
در زیر تاریخچه سینماهای بابل ذکر شده‌است:
| نام سینما                         | سال تأسیس | وضعیت | درجه ارزشیابی | گنجایش | تلفن         | آدرس             |
| --------------------------------- | --------- | ----- | ------------- | ------ | ------------ | ---------------- |
| شاپور                             | ۱۳۰۷      | تعطیل | -             | -      | -            | -                |
| حکیمی                             | ۱۳۱۵      | تعطیل | -             | -      | -            | -                |
| زیبا                              | ۳۱۷       | تعطیل | -             | -      | -            | -                |
| استقلال (داریوش)                  | ۱۳۳۲      | تعطیل | مطلوب         | ۴۰۰    | -            | خیابان مدرس      |
| ارشاد (پاسارگاد)                  | ۱۳۴۰      | تعطیل | مطلوب         | ۴۰۰    | -            | میدان ۱۷ شهریور  |
| انقلاب (مهر)                      | ۱۳۴۲      | تعطیل | ممتاز         | ۴۰۰    | ۲۲۰۷۷۷۳–۰۱۱۱ | خیابان یوسف پوری |
| آزادی (شهر فرنگ)                  | ۱۳۵۲      | فعال  | ممتاز         | ۴۰۰    | ۳۲۳۴۸۲۲–۰۱۱۱ | خیابان مدرس      |
| مجتمع فرهنگی سینمایی (سالن سینما) | ۱۳۸۱      | فعال  | ممتاز         | ۳۵۰    | ۲۱۹۷۷۱۶–۰۱۱۱ | بلوار نوشیروانی  |
| مجتمع فرهنگی سینمایی (سالن تئاتر) | ۱۳۸۱      | فعال  | ممتاز         | ۲۵۰    | ۲۱۹۷۷۱۶–۰۱۱۱ | بلوار نوشیروانی  |

مجتمع فرهنگی سینمایی، مجهزترین و کاملترین مجتمع فرهنگی سینمایی در شمال کشور می‌باشد. این مجتمع در فضایی بالغ بر ۶۵۰۰ متر مربع زیر بنا، در سه طبقه ساخته شده‌است. این ساختمان دارای یک سالن اختصاصی تئاتر است یکی از پیشرفته‌ترین سالن‌های تئاتر در ایران محسوب می‌شود. در این مجتمع پیشرفته‌ترین سیستم صوتی و نمایش کشور و بهترین پرده اکران و پرده نمایش وجود دارد. همچنین این مجتمع دارای سالن‌های نمایشگاهی و گالری‌ها، کارگاه عکس و فیلم و… نیز می‌باشد.

### جشنواره‌ها
هر ساله جشنواره‌های متعددی در بابل برگزار می‌شود که از مهم‌ترین آن‌ها می‌توان به موارد زیر اشاره کرد:

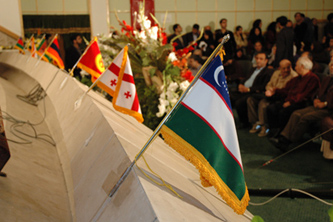
چهارمین جشنوراه بین‌المللی فیلم کوتاه وارش

### جشنواره فیلم کوتاه وارِش
جشنواره فیلم کوتاه وارِش یکی از قدیمی‌ترین جشنوارهٔ استان مازندران است که توسط مهدی قربان پور مستندساز مازندرانی در سال ۱۳۷۸ در شهرستان بابل پایه‌گذاری شد. این جشنواره در مجتمع فرهنگی هنری ارشاد بابل هر دو سال برگزار می‌گردد.
جشنواره فیلم کوتاه وارش («وارِش» در زبان محلی مازندرانی به معنی «باران» می‌باشد) مهم‌ترین جشنواره استان مازندران به‌شمار می‌رود. این جشنواره در اولین دوره در سطح استانی، دومین دوره در سطح منطقه‌ای (با حضور مازندران، خراسان، گیلان، سمنان، گلستان)، سومین دوره در سطح ملی، و چهارمین دوره در سطح بین‌المللی (با حضور روسیه، آذربایجان، ارمنستان، ترکمنستان، تاجیکستان، قزاقزستان، گرجستان و …) و … برگزار شد.

### جشنواره ملی بهار نارنج
جشنواره ملی بهار نارنج، از جمله آیین سنتی مازندرانی هاست که همه ساله این جشنواره در شهرستان بابل برگزار می‌گردد. کلید این جشنواره برای اولین بار، در شهرستان بابل، در دهه ۷۰ زده شد. این آیین در شورای عالی ثبت سازمان میراث فرهنگی و گردشگری کشور، با عنوان «جشنواره ملی بهار نارنج مازندران»، به ثبت ملی رسیده و دبیر خانه دائمی این جشنواره در این شهر دایر شده‌است. هر ساله چند صد مقاله به این جشنواره فرستاده می‌شود و مورد بررسی قرار می‌گیرد.
این جشنواره ملی در اردیبهشت ماه هر سال، با شکوه خاصی، در بوستان نوشیروانی بابل، برگزار می‌شود. هدف این جشنواره، احیای این آیین سنتی، صنعتی کردن این آیین و ایجاد فضایی بانشاط و مبتنی بر صمیمیت و تقویت فرهنگ مهرورزی با طبیعت است.
با توجه به مستندات تاریخی و با عنایت به شواهد موجود، شهرستان بابل در فرهنگ عمومی کشور و مازندران، به عنوان «شهر بهار نارنج» شناخته می‌شود. تراکم و تعداد زیاد درخت‌های نارنج (وجود بیش از ۵۰۰ هزار اصله درخت نارنج) در محدوده این شهر دلیل مبرهنی بر این باور تاریخی است.

## بابل در اشعار پارسی

### مهدی اخوان ثالث
ناز پرستو: 
| خیز و بیا، ناز پرستو بیا   |  | ناز پرستوی سخن‌گو بیا        |
| خیز و بیا توری‌ام و توری‌ام  |  | باغ بهشتم، پریم، حوری‌ام     |
| خیز و بیا قمری باغم بیا    |  | خیز و بیا چشم و چراغم بیا   |
| ما همه شمع و همه پروانه‌ایم |  | یکه‌رو و تک‌چر و تنها نه‌ایم   |
| هست در این قافله پرشکوه    |  | از همه رنگ و همه دین و گروه |
| هست در این نادر باغ بهشت   |  | از گل نادر زپی باغ و کشت    |
| کارگر بیشه مازندران        |  | پیشه‌ور با هنر اصفهان        |
| دختر شیراز پر از شعر و قال |  | آینه روی کمال و جمال        |
| وان پسر بابلی شرم‌رو        |  | چون همه بابلیان گرم‌خو       |
| آنکه بود اهل خراسان زمین   |  | روشنی دیده ایران زمین       |

### ملک الشعرای بهار
تجدید مطلع (در توصیف مازندران):
| خوشست اکنون اگر جویی به آبسکون‌گذار اندر |  | سوی مازندران تی و برگیری قرار اندر     |
| گهی بر ساحل دریا بخوید و مرغزار اندر    |  | گهی بر طرف بابل رود با بوس و کنار اندر |
| گهی غلطیده درگردونه‌های برق‌سار اندر      |  | گهی بنشسته بر تازی کمیت راهوار اندر    |
| خوشا مازندران ویژه پاییز و بهار اندر    |  | به خاصه طرف آبسکون بدان دریاکنار اندر  |

 تاریخ بنای دبیرستان پهلوی بابل:
| دیگران در جهل کوشیدند و شه کوشد به علم |  | زان که داند که ارتقای کشور از استاد شد |
| نی به بابل بلکه در هر نقطهٔ کشور ز علم  |  | ریخته بنیادها زین شهریار راد شد        |
| بر مراد شاه، فارغ چون که دستور علوم    |  | زبن دبیرستان. خوش‌بنیاد محکم لاد شد     |
| کلک مشکین بهار از بهر تاریخش نوشت      |  | این دبیرستان به یمن پهلوی بنیاد شد     |

 غایله گیلان: 
| این وزیران معظم وین گرامی خواجگان    |  | عاقلند اما تو ای دستور اعظم اعقلی |
| کید بدخواهان نگیرد در تو آری چون کند |  | با فر سیروس کید جادوان بابلی      |

علی‌اکبر حقی:
| دوست دارم جملهٔ حب‌الوطن |  | خاک میهن توتیای چشم من     |
| شهر بابل زینت مازندران |  | جلوه‌گاهی دارد از سرو و چمن |

بارفروشی خوش درخشیدی بگو از محبت‌های یاران کهن
راستی گنجینه‌های خاطرت برشمردن چون توان؟ دلدار من

## نگارخانه‌ها
نگارخانه‌های بابل شامل: نگارخانه آبی، نگارخانه مولائیان، نگارخانه آفتاب، نگارخانه هنر پویا، نگارخانه هنر و نگارخانه روحاً می‌باشد.

## کتاب‌خانه‌ها
در حال حاضر ۱۱ کتابخانه عمومی دولتی در بابل مشغول فعالیت هستند و ۳ کتابخانه نیز در حال ساخت می‌باشد. کتابخانه‌های عمومی بابل عبارتند از:
- کتابخانه عمومی شهیدان نجاریان باغ فردوس[۳۳]
- کتابخانه عمومی آیت الله روحانی جنب مدرسه صدر
- کتابخانه عمومی حجر بن عدی گتاب
- کتابخانه عمومی امام علی امیرکلا
- کتابخانه عمومی امام صادق امیرده بندپی شرقی
- کتابخانه عمومی لطف‌الله طاهری خشرودپی بندپی غربی
- کتابخانه عمومی تابان دهک
- کتابخانه عمومی مرحوم خانپور مرزیکلا بابلکنار
- کتابخانه عمومی شهید آقاجانی مرزون آباد
- کتابخانه عمومی باقرالعلوم کتی غربی
- کتابخانه عمومی مرحوم کیانژاد زرگرشهر

## مراکز آموزش عالی
| ردیف | نام مرکز                                           | عنوان    | نوع          | وبگاه                                                                             |
| ---- | -------------------------------------------------- | -------- | ------------ | --------------------------------------------------------------------------------- |
| ۱    | دانشگاه علوم پزشکی بابل                            | دانشگاه  | دولتی        | https://web.archive.org/web/20010428032904/http://www.mubabol.ac.ir/              |
| ۲    | دانشگاه صنعتی نوشیروانی بابل                       | دانشگاه  | دولتی        | https://web.archive.org/web/20180224033628/http://nit.ac.ir/                      |
| ۳    | مرکز آموزش عالی شهید رجایی بابل (دانشگاه فرهنگیان) | دانشگاه  | دولتی        | http://www.rajaee-ttc.ir                                                          |
| ۴    | آموزشکده فنی الزهرا بابل                           | دانشکده  | دولتی        | https://web.archive.org/web/20170802230149/http://alzahrababol.edu.tvu.ac.ir/     |
| ۵    | آموزشکده فنی امام صادق بابل                        | دانشکده  | دولتی        | https://web.archive.org/web/20141220101102/http://baboltc.edu.tvu.ac.ir/          |
| ۶    | دانشگاه علوم و فنون مازندران                       | دانشگاه  | غیرانتفاعی   | http://www.ustmb.ac.ir                                                            |
| ۷    | دانشگاه پیام نور- مرکز بابل                        | دانشگاه  | پیام نور     | https://web.archive.org/web/20170813175207/http://www.babol.mpnu.ac.ir            |
| ۸    | دانشگاه پیام نور- واحد بندپی                       | دانشگاه  | پیام نور     | [http://www.bandpey.mpnu.ac.ir%5Bپیوند+مرده%5D http://www.bandpey.mpnu.ac.ir]     |
| ۹    | دانشگاه آزاد اسلامی- واحد بابل                     | دانشگاه  | آزاد         | www.baboliau.ac.ir                                                                |
| ۱۰   | دانشگاه علمی و کاربردی- واحد بابل                  | دانشگاه  | علمی کاربردی | http://unbabol.com/                                                               |
| ۱۱   | مرکز آموزش علمی و کاربردی فرهنگ و هنر- واحد ۴ بابل | مؤسسه    | علمی کاربردی | [https://babolfh4.pafcoerp.com%5Bپیوند+مرده%5D https://babolfh4.pafcoerp.com]     |
| ۱۲   | مرکز آموزش علمی و کاربردی جهاد دانشگاهی- واحد بابل | مؤسسه    | علمی کاربردی | http://www.babol.iastjd.ac.ir                                                     |
| ۱۳   | مؤسسه آموزش عالی صنعتی مازندران                    | مؤسسه    | غیرانتفاعی   | http://www.mit.ac.ir                                                              |
| ۱۴   | مؤسسه آموزش عالی علوم و فناوری آریان               | مؤسسه    | غیرانتفاعی   | http://www.aryan.ac.ir                                                            |
| ۱۵   | مؤسسه آموزش عالی طبری                              | مؤسسه    | غیرانتفاعی   | http://www.tabari.ac.ir                                                           |
| ۱۶   | مؤسسه آموزش عالی راه دانش بابل                     | مؤسسه    | غیرانتفاعی   | http://www.rahedanesh.ac.ir                                                       |
| ۱۷   | آموزشکده فنی و حرفه‌ای سما- واحد بابل               | آموزشکده | آزاد         | [http://www.babol-samacollege.ir%5Bپیوند+مرده%5D http://www.babol-samacollege.ir] |

## اماکن گردشگری طبیعی
دریاچه سد شیاده: این سد در جنوب غربی بابل و در بخش بندپی غربی و روستای شیاده واقع است.
دریاچه کامی کلا: این دریاچه در بخش بندپی غربی شهرستان بابل و در اطراف کوه‌های البرز قرار دارد. دریاچهٔ کامیکلا دارای چشم‌انداز کوه و جنگل می‌باشد.
دریاچه آب‌بندان رمنت: این آب‌بندان در روستای رمنت از توابع بخش مرکزی شهرستان بابل قرار دارد.

### جنگل‌ها
جنگل نارنجلو: این جنگل که حفاظت شده‌است در بخش بندپی غربی قرار دارد.
جنگل شیاده: این جنگل زیبا در بخش بندپی غربی شهرستان بابل قرار دارد که به دلیل مرتفع بودن سد شیاده را می‌توان از بالای آن مشاهده کرد.
جنگل بزچفت: این پارک جنگلی حفاظت شده در بخش بابل کنار شهرستان بابل و در روستای درونکلا شرقی، ۱۷ کیلومتری شهر بابل قرار داشته که دهستان بزچفت نیز در آن قرار دارد. این جنگل زیبا حدود ۷۶۸ هکتار می‌باشد.
جنگل ویوج: این جنگل در جادهٔ شیاده واقع در بخش بندپی غربی شهرستان بابل قرار دارد. این جنگل حدود بیست هکتار می‌باشد.

### آبشارها
آبشار حاجی شیخ موسی: این آبشار در روستای شیخ موسی و بخش بندپی شرقی شهرستان بابل قرار دارد.
آبشار تیرکن: این آبشار در روستای تیرکن و بخش بابلکنار شهرستان بابل قرار دارد.
هفت آبشار: این آبشار که دارای هفت آبشار کوچک متوالی می‌باشد در روستای درازکلا٬بخش بابل کنار شهرستان بابل قرار دارد. برای رسیدن به آبشار هفتم باید مسافت بسیار زیادی را طی کرد.
آبشار کیمون: این آبشار در بخش بندپی شرقی شهرستان بابل قرار دارد.
آبشار گزو: این آبشار در بخش بابلکنار شهرستان بابل قرار دارد.

### چشمه‌ها
چشمه آب گرم اَزرو: این چشمهٔ آب گرم در روستای آری از توابع بندپی شرقی شهرستان بابل قرار دارد؛ که دارای جاذبه‌های توریستی فراوانی می‌باشد.

### ییلاق‌ها
شهرستان بابل دارای ییلاقات بسیار زیادی است از جمله فیلبند، شیج موسی، لهه، شاه لینگ چال، نیراسم و همچنین سلبن، انیژدون، تته، گلیران، کلاپی، دمیلرز، اتاقسی، دوزاقبن، اسب خونی، امام زاده حسن، اله تهمر، یخچال پشت،تخت گاه،و...
فیلبند: این ییلاق مرتفع‌ترین ییلاق استان مازندران است که در بخش بندپی غربی شهرستان بابل قرار دارد. در این ییلاق یک تپهٔ بلند قرار دارد که از بالای آن می‌توان شهرهای بابل، آمل، قائمشهر، ساری و شهرهای اطراف به همراه دریای کاسپین را دید.
شیخ موسی: این ییلاق در بخش بندپی شرقی شهرستان بابل قرار دارد و دارای دو زیارتگاه به نام‌های حاج شیخ موسی و امامزاده عبداله می‌باشد.
ورزنه: این ییلاق زیبا در منتهی‌الیه مرز جغرافیایی بابل و لزور فیروزکوه واقع شده که برای رسیدن به این روستای کوهستانی زیبا و بکر باید از مسیر سخت و دشوار با پیچ‌های خطرناک عبور کرد. این روستا توسط کوه‌های اطراف آن احاطه شده و دارای آب بسیار گوارا و سرد می‌باشد که مورد توجه بسیار بازدید کنندگان قرار گرفته‌است. اگرچه این روستا نیز مانند بسیاری از روستاهای کوهستانی مازندران در اثر زلزله سال ۱۳۱۸ به کلی تخریب شد ولی دوباره آباد گردید. ورزنه در سال ۱۳۷۹ به کارفرمایی شرکت مخابرات استان مازندران (مدیرعامل خسروی) و معاونت توسعه روستایی آن و اجرای سیدحسن حسینی اصل، دارای یک مرکز مخابراتی رادیویی گردیدو به دنیای خارج از آن وصل گردید. ساخت این مرکز مخابراتی در حالی انجام گردید که این روستا از یک مسیر امن برخوردار نبود. روستای ورزنه از سمت غرب به روستاهای اندوار و نشل آمل، از سمت شمال بعد از طی مسافت بسیار دشوار به شیخ موسی و از سمت شمال به لزور فیروزکوه می‌رسد.
لهه: دور نمای بسیار زیبایی داشته و به ییلاق شیخ موسی مشرف می‌باشد.
انیژدون: دارای میوه‌های درختی خیلی کوچک و خوشمزه‌ای است و همچنین پر از گل و سبزه
 شالدرکا (طایفه طالش):این ییلاق در بخش بندپی شرقی شهرستان بابل قرار دارد. شالدرکا ۱۰ کیلومتر با شیخ موسی فاصله دارد؛ و از مناطق خوش آب و هوا محسوب می‌شود و از جاذبه‌های گردشگری خوبی برخوردار است که اولین دوره بازی‌های بومی محلی یاد واره پهلوان محمد محمدزاده طالش و برادران در ۱۳۹۱ در آن برگزار گردید.
شالینگچال: این ییلاق که از سردترین ییلاق‌های مازندران است در بخش بندپی شرقی قرار دارد. بالاتر از شیخ موسی و آره قرار دارد در فصل بهار منطقه بسیار سرسبز و دارای چشم‌انداز زیبای می‌باشد.
نیراسم: این ییلاق که از مرتفع‌ترین ییلاق‌های مازندران است در بخش بندپی شرقی و بالاتر از شیخ موسی و لهه قرار دارد در فصل بهار منطقه بسیار سرسبز و دارای چشم‌انداز زیبای می‌باشد.
اسب خونی(طایفه آرائی): این ییلاق درجنوب شرقی بندپی شرقی شهرستان بابل و از مرتفع ترین ییلاقات مازندران است. این ییلاق از شرق به ییلاقات چرات و انند سوادکوه هم مرز است، جمعیت  این روستا ۱٩٨ خانوار ۴۳۶ نفر که در زمستان خالی از سکنه می‌باشد. ارتفاع این روستا از سطح دریای آزاد به ۳۰۰۰ متر و بالا کوه ۳۷۵٢ متر می‌رسد. فصل بهار و تابستان صدها کوه نورد به قله انیسه که در این ییلاق است صعود می‌کنند.روستای اسب خونی از نعمت آب برق و گاز بهره مند میباشد. روستای اسب خونی دارای ١١ آبادی نظیر(رؤجاکلوم، سنگ پا، پیت کت،شاه بزون،کرلی بن،جالم،کوه چال،کنگلشت،کهر رودبار، انیسه و مرکزآبادی ها روستای اسب خونی) می‌باشد که همه این چند آبادی در نقشه تقسیمات سراسری کشوری سال ۱۳۴۱ به نام  روستای اسب خونی بزرگ با مساحت ۲۹۳۵ هکتار ثبت می‌باشد.

### اماکن مذهبی
- بقعه امامزاده قاسم
- مسجد محدثین
- بقعه امامزاده عبدالله
- بقعه امامزاده هفت تن
- بقعه سلطان محمدطاهر
- آرامگاه درویش فخرالدین
- سقانفار تنهاکلا
- مسجد جامع
- مقبره امامزاده علی
- آرامگاه درویش یوسف
- تکیه پیرعلم
- تکیه روستای مقریکلا
- تکیه حصیرفروشان:
- امامزاده محمد مشهد سرا

*امامزاده‌عباس (بابل)
- تکیه قدیمی و سقاخانه تاریخی روستای پازمین؟

### اماکن تاریخی
- کاروانسراها: بابل به عنوان یک مرکز تجاری که دارای کاروانسراها و دکان‌های معتبر بوده‌است، توجه ناصرالدین شاه رادر ۱۲۹۲ ه‍.ق هنگامی که وی در حال انجام دومین سفر خودبه مازندران بود، جلب کرده وی در سفرنامه خود نوشته‌است، شهر بارفروش از بلاد معظمه مازندران و پرجمعیت و مرکز تجارت شده‌است، و کاروانسرا دکاکین معتبره دارد، تعدادی از کاروانسراهای معروف بابل:

1. کاروانسرای امین الملک
2. کاروانسرای مفتخرالممالک (شهریارپور)
3. کاروانسرای معتمد (در چهارسوق)
4. کاروانسرای حضرت (چهارسوق)
5. کاروانسرای سه راه چال (چهارسوق)
6. کاروانسرای قیصریه (چهارسوق)
7. کاروانسرای حاج محمدحسن (در محله بازار)
8. کاروانسرای ارس (در محله بازار)
9. کاروانسرای حاجی علیرضا بلورچی (در محله بازار اول)
10. کاروانسرای لعلی (دربیسر تکیه)
11. کاروانسرای حاج علی اکبر سبزعلیان (شهدا)
12. کاروانسرای شهمیری (نزدیک مسجد جامع)
13. کاروانسرای حاج محمدعلی ایمانی (سه راه فرهنگ)
14. کاروانسرای داداشپور (سه راه فرهنگ)
15. کاروانسرای پلنگ (سبزه میدان)
16. کاروانسرای ملک (تخریب)
17. کاروانسرای شاه عباس (تخریب)
18. کاروانسرای دقیق (تخریب)
19. کاروانسرای حاج کریم کریمی (تخریب)
20. کاروانسرای حاجی طالبیان (تخریب)
21. کاروانسرای آقا سید حسن مولانا (تخریب)

- کاخ شاپور
- برج دیدبانی کاخ بابل
- پل محمدحسن خان
- موزه بابل
- عروس چشمه تنهاکلا
- سقانفار تنهاکلا
- ساختمان شهربانی
- تپه عیسی کتی
- قلعه تپه شاه افرا (روستای پایین گنج کلا بابل)
- ساختمان پست
- مجموعه بناهای نجفی
- بازار ماهی فروش‌ها
- آرامگاه زین العابدین
- بنای طاهر مطهر
- آرامگاه درویش علم بازی
- تپه بنگرکلا
- تپه قلعه کتی احمدکلا
- تپه کوتر دین
- سردر دانشگاه علوم پزشکی بابل
- مجموعه ابوالحسن کلا
- تپه کپور چال
- مقبره حاج شیخ موسی
- تپه پایین دین کتی رمنت
- حمام قدیم میرزا یوسف
- کهنه حمام روستای پایین کروکلا
- آرامگاه سید کبیر
- سقاخانه شیاده

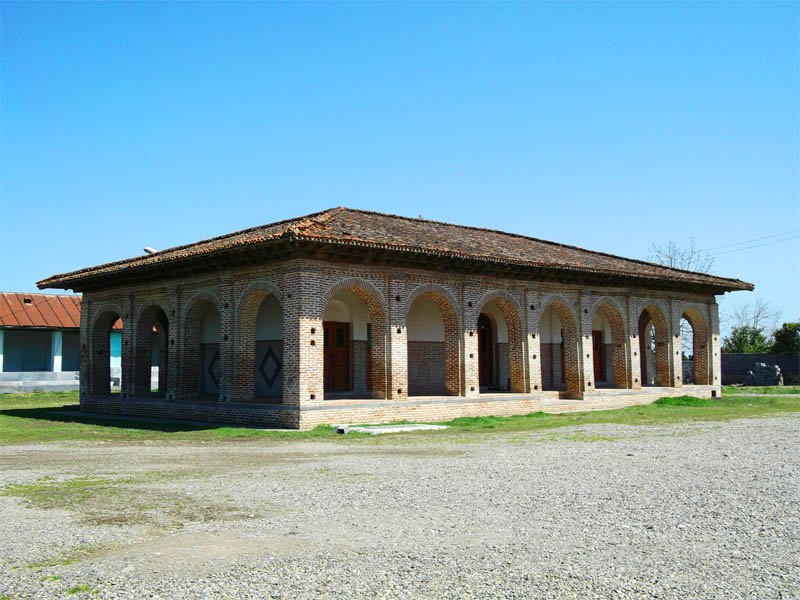
آرامگاه ملا محمد شهرآشوب
برج دیده بانی کاخ بابل
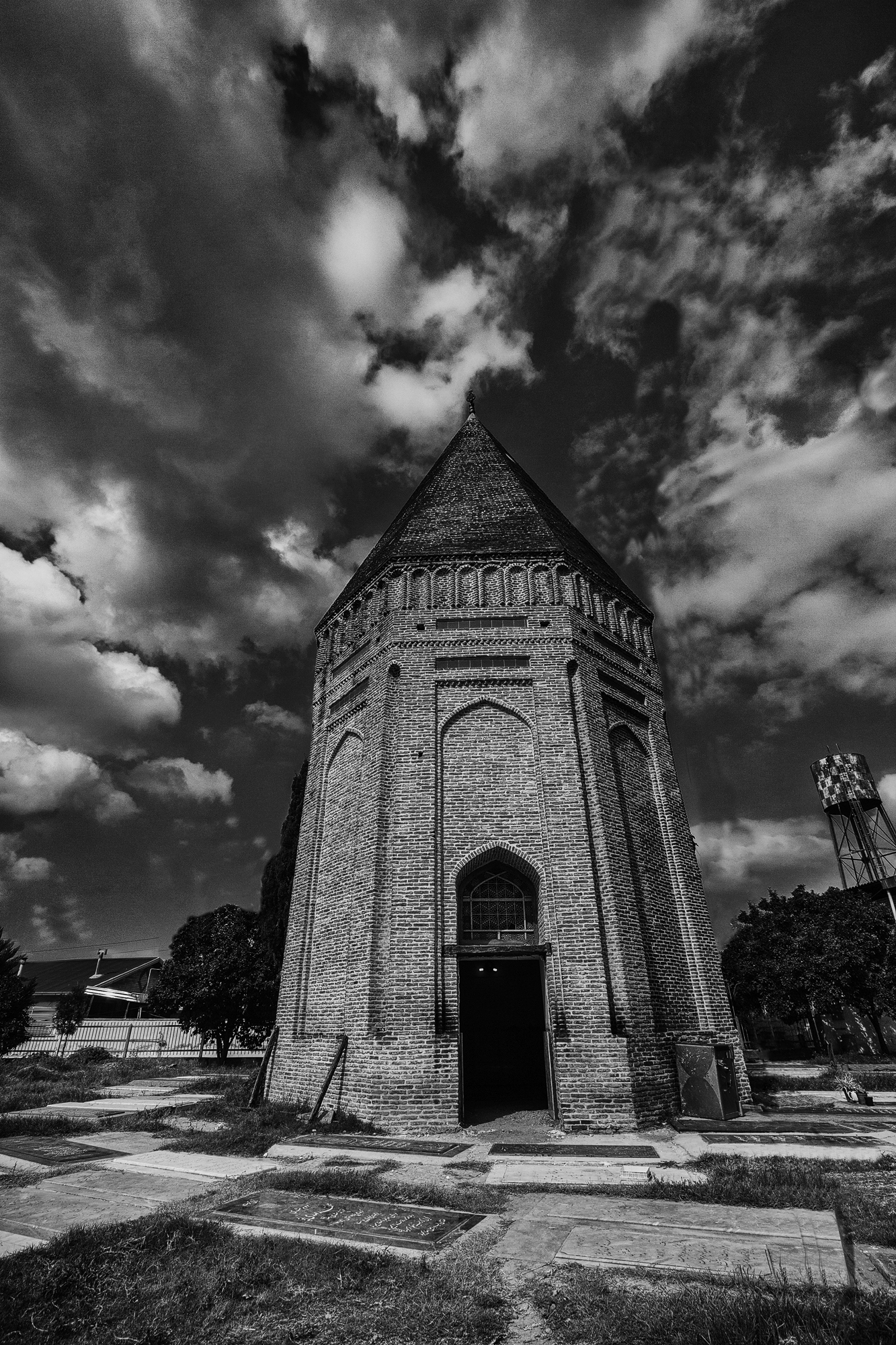
برج آرامگاهی سلطان محمدطاهر

- تکیه کبریا کلا
- حمام نمودار کلا
- امامزاده هفت تن
- تپه دینه سر پایین رمنت
- گنبد سرست
- قلعه کتی ابوالحسن کلا
- مسجد چهار سوق
- حمام پیجاکلا
- تپه چمازکتی

- آرامگاه ملا محمد شهرآشوب
- برج دیده بانی کاخ بابل
- برج آرامگاهی سلطان محمدطاهر